# Lacanobia thalassina
The Pale-shouldered Brocade (Lacanobia thalassina) là một loài bướm đêm thuộc họ Noctuoidea. Nó được tìm thấy ở châu Âu.
Sải cánh dài 35–38 mm. Chiều dài cánh trước là 16–20 mm. Con trưởng thành bay làm hai đợt từ đầu tháng 5 đến tháng 9 .
Ấu trùng ăn nhiều loài cây rụng lá và plants.

## Hình ảnh

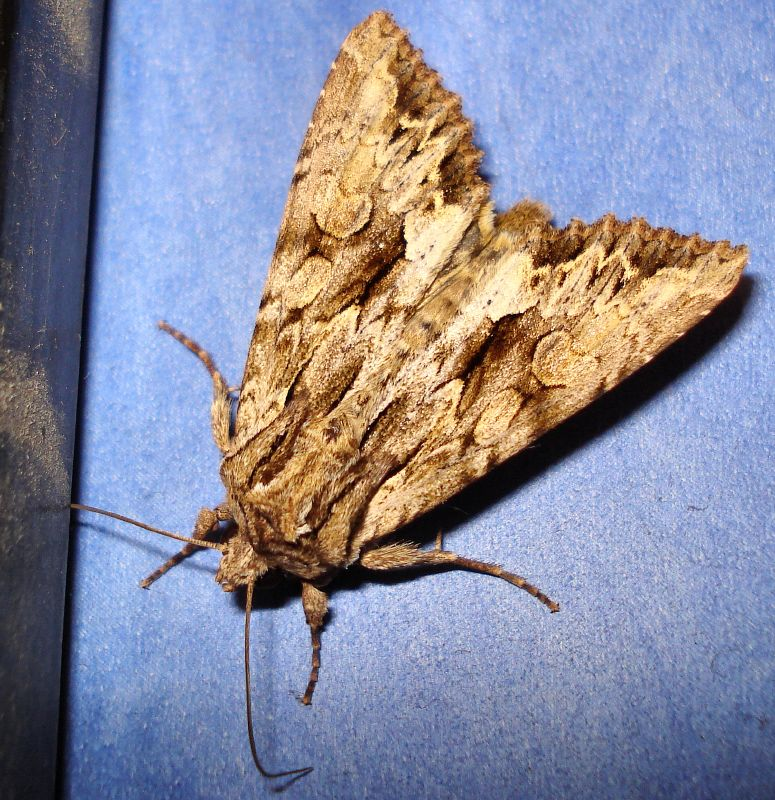
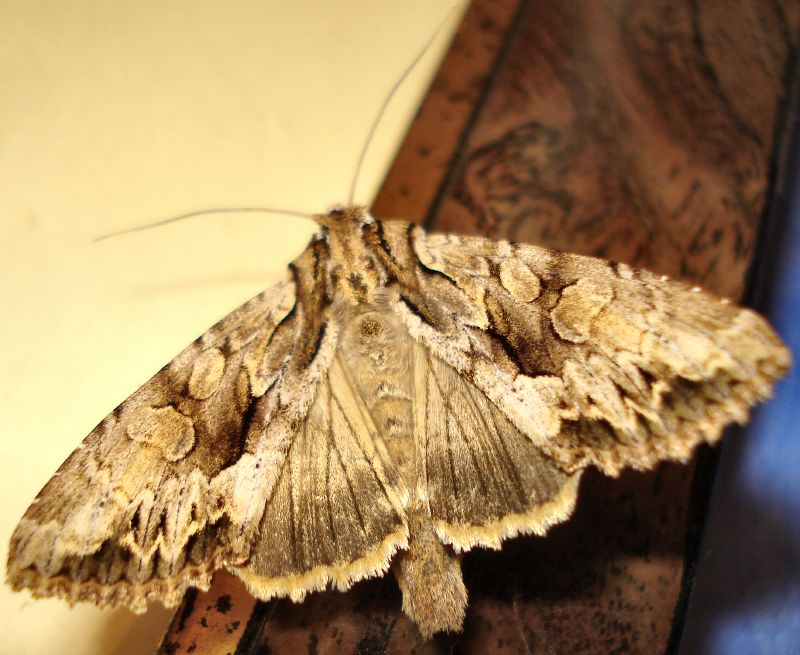
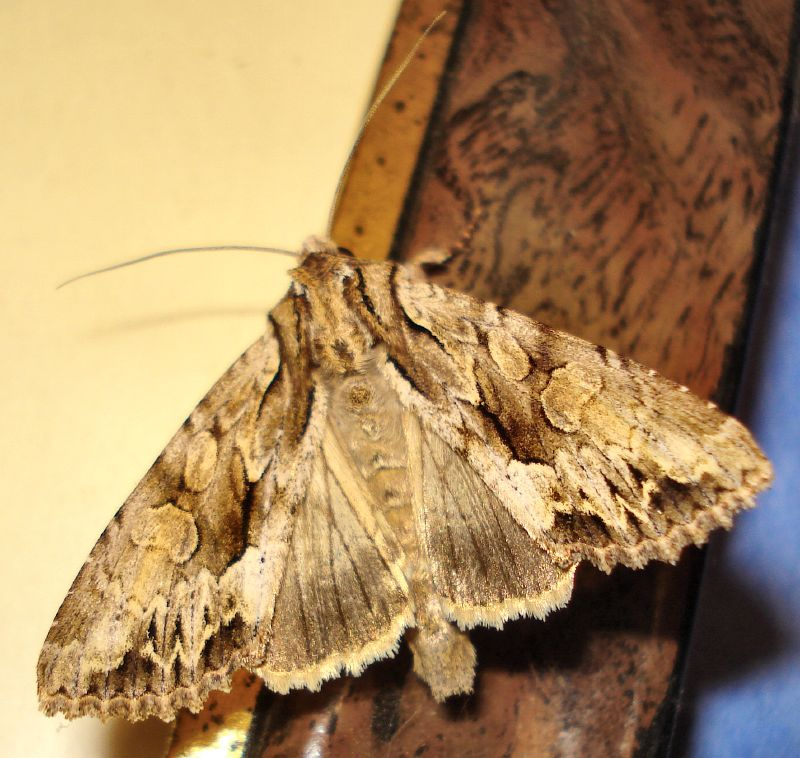
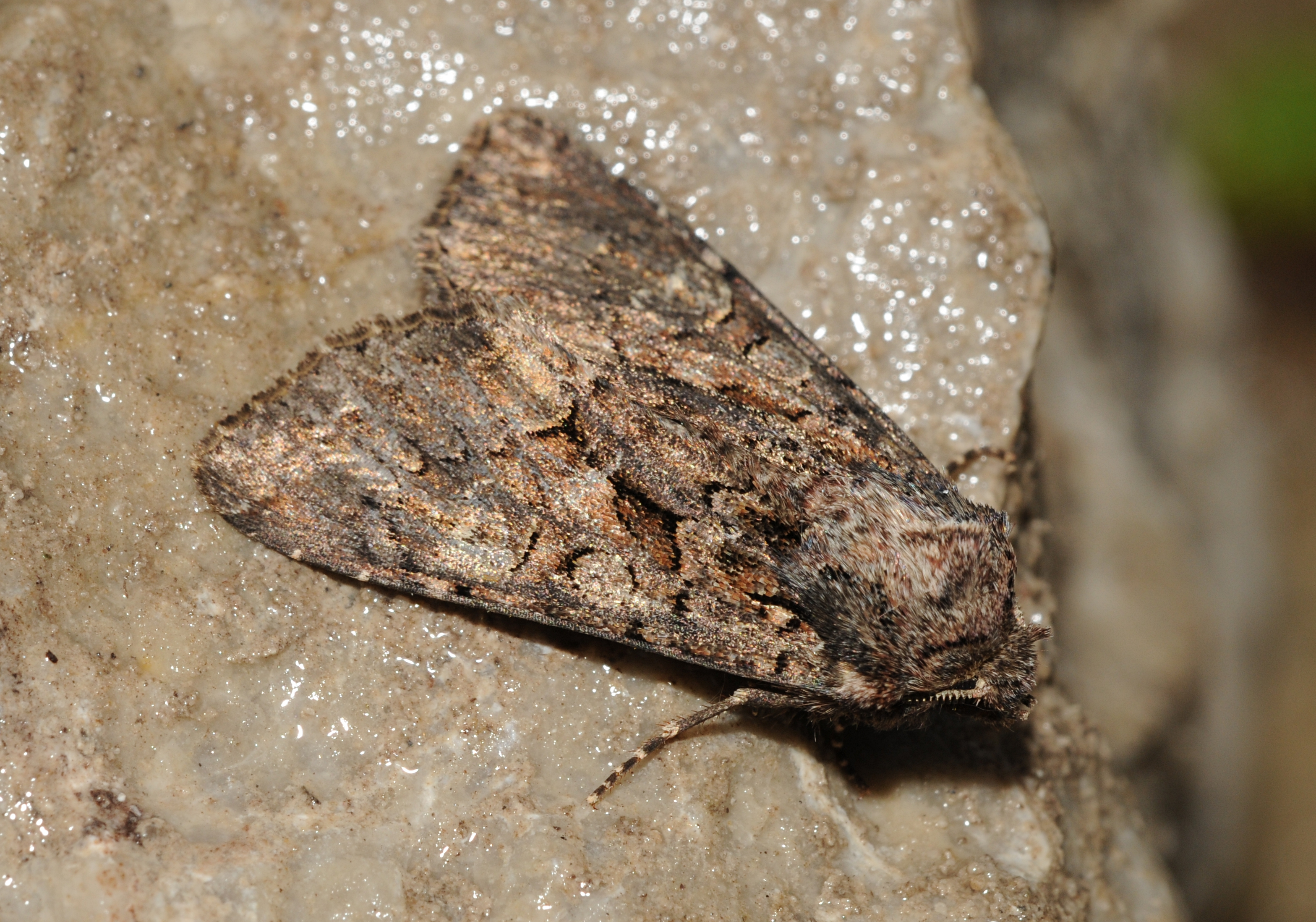